# Azara petiolaris
Azara petiolaris és una espècie un arbustiva perenne de la família de les salicàcies. El seu nom comú castellà és lilén o maquicillo. El seu estat de conservació és bo, ha estat catalogat com a "freqüent" nom genèric Azara fa honor al científic espanyol José Nicolás de Azara. L'epítet específic petiolaris fa referència als pecíols llargs de les fulles.

## Morfologia
És un arbust o arbre petit de fins a quatre metres d'alçada i tres metres d'amplada. L'escorça és rugosa de color gris cendra. Les fulles són grans, coriàcies, amb el marge serrat, brillants. Presenten estípules folioses. En qualsevol època de l'any presenta algunes fulles vermelloses. Les flors, hermafrodites, són de color groc daurat i s'agrupen en raïms o corimbes, són perfumades i apareixen d'agost a desembre. El fruit és una baia de color gris, d'uns 4,5 mm de diàmetre i madura cap a l'estiu. El seu creixement és ràpid i floreixen a partir del tercer any.

## Ecologia
és un endemisme de Xile que es distribueix per les regions xilenes de IV a VII, i creix en vessants d'exposició al sud. Necessiten molta lluminositat i sòls molt humits però ben drenats, de pH neutre a lleugerament àcid. Resisteixen vents i gelades i atrauen insectes i aus. Són molt valorats per les seves fulles i flors i per això es planten en jardins i parcs. Preferentment són de zones litorals.